# Scandale du Libor
« Cela éclipse par plusieurs ordres de grandeur toutes les escroqueries financières de l'histoire des marchés. »,,
 — Andrew Lo, professeur de finances au MIT
Le scandale du Libor est un ensemble de fraudes reliées au Libor (London Inter-bank Offered Rate) qui ont été mises au jour à la suite d'enquêtes et de réactions. Le Libor est un taux d'intérêt moyen calculé en se basant sur des taux d'intérêts soumis par de grandes banques de partout dans le monde. Le scandale a pris naissance en 2012 lorsqu'il a été révélé que des banques avaient gonflé ou dégonflé volontairement leurs soumissions de façon à tirer profit de transactions bancaires ou pour donner une fausse image de leur santé financière.
En 2012, le Libor influençait les transactions sur les produits dérivés financiers à la hauteur d'environ 350 000 milliards USD. En janvier 2014, l'IntercontinentalExchange (ICE) a pris en charge les activités touchant au Libor.
Les banques participantes sont tenues de soumettre le taux d'intérêt courant qu'elles paient, ou devraient payer, lorsqu'elles empruntent d'autres banques. Dans ces conditions, le Libor devrait refléter la santé du système financier mondial parce que si les banques sondées rapportent que leur marché respectif est sain, elles rapportent de faibles taux, alors que si leur marché respectif est troublé, elles rapportent des taux élevés. En juin 2012, plusieurs procès contre Barclays ont révélé des fraudes importantes et la collusion de plusieurs banques membres de la British Bankers' Association (BBA) qui transmettaient des informations susceptibles d'influencer le Libor à leur avantage,,.
Parce que le Libor est utilisé par le marché des produits dérivés financiers des États-Unis, la manipulation du Libor revient à manipuler le marché financier américain, ce qui constitue une violation des lois américaines. Puisque les prêts hypothécaires, les prêts étudiants, les produits dérivés financiers  et les autres produits financiers utilisent régulièrement le Libor comme taux de référence, la manipulation de ce taux peut donc produire une incidence négative sur les consommateurs et les marchés financiers de la planète.
Le 27 juillet 2012, le journal Financial Times publie un article d'un ancien trader qui affirme que la manipulation du Libor a commencé en 1991, sinon plus tôt.
D'autres documents sur ce dossier ont été publiés par BBC, et Reuters.
Le 28 novembre 2012, le Comité des finances du Bundestag tient une audience pour en apprendre plus sur ce dossier.
La BBA annonce le 25 septembre 2012 qu'elle transférerait la supervision du Libor aux autorités des marchés financiers britanniques, tel que proposé dans un rapport de Martin Wheatley (en) produit pour le compte de la Financial Services Authority.
Wheatley a notamment recommandé que les banques soumettant des taux pour le Libor doivent s'appuyer sur les taux courants des transactions des dépôts inter-banques et maintenir des registres de ces transactions, que les soumissions individuelles pour le Libor soient publiées trois mois après et que des sanctions précises soient appliquées lorsque les taux d'intérêt de référence sont manipulés.
Si ces mesures étaient appliquées, les clients des institutions financières pourraient devoir payer des coûts d'emprunt plus élevés, coûts fluctuants plus rapidement.

### Citations originales
1. ↑  (en) « This dwarfs by orders of magnitude any financial scam in the history of markets »